# حوذان صفيف
الحوذان الصفيف نوع نباتي يتبع جنس الحوذان من الفصيلة الحوذانية.
موطنه الأصلي مناطق المشرق العربي وجنوب غرب آسيا والمغرب العربي وأوروبا.